# Arnsberg
Arnsberg este un oraș în landul Renania de Nord-Westfalia, Germania.

## Legături externe
Materiale media legate de Arnsberg la Wikimedia Commons